# Casa de Velázquez

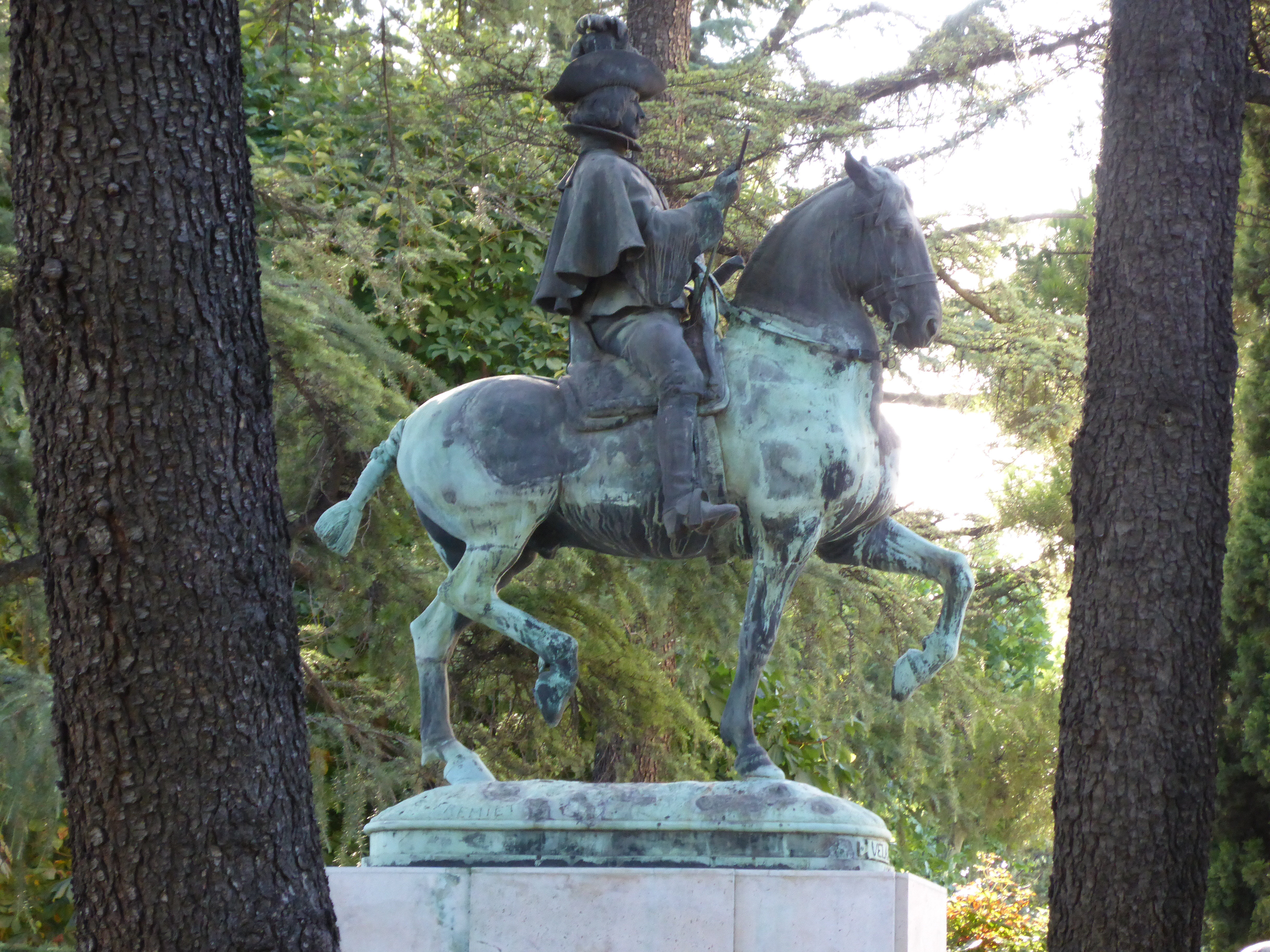
Escultura ecuestre del pintor Diego Velázquez, realizada en bronce, obra de Emmanuel Frémiet, dañada durante la Guerra Civil.

La Casa de Velázquez de Madrid es una institución cultural francesa en el extranjero dedicada al estudio del hispanismo. Depende del Ministerio francés de Educación Nacional, de Enseñanza Superior y de Investigación.

## Historia
Fundada en 1920, inaugurada el 20 de noviembre de 1928 por el rey Alfonso XIII, fue destruida en 1936 durante la Guerra Civil en el transcurso de la batalla de la Ciudad Universitaria. Se reconstruyó en 1959 en su emplazamiento original, la Ciudad Universitaria de Madrid.
Desde su fundación, la Casa de Velázquez ha sido dirigida por Pierre Paris, François Dumas, Maurice Legendre, Henri Terrasse, François Chevalier, Didier Ozanam, Joseph Pérez, Jean Canavaggio, Gérard Chastagnaret, Jean-Pierre Étienvre, Michel Bertrand y Nancy Berthier, designada en 2022 y primera mujer en dirigir la institución.

## Características
Forma parte de las Escuelas Francesas en el extranjero, como la Escuela Francesa de Atenas, la Escuela Francesa de Roma, el Instituto Arqueológico Oriental de El Cairo y la Escuela Francesa de Extremo Oriente. Su objetivo es desarrollar las investigaciones y actividades creadoras en el ámbito de la historia, lengua, literatura, civilización y arte de España, el mundo ibérico y latino-americano.
La Casa de Velázquez es hoy en día un establecimiento público con carácter científico, cultural y profesional. Tiene como misión el desarrollar las actividades creadoras y las investigaciones relativas a las artes, las lenguas, las literaturas y a las civilizaciones de España y del mundo ibérico, el contribuir a la formación de artistas y de profesores-investigadores, y el participar en el desarrollo de los intercambios artísticos y científicos entre Francia y los países ibéricos.
Acoge, por lo general durante dos años, en el seno de la Escuela de Altos Estudios Hispánicos (Sección Científica) a 18 investigadores (arqueólogos, historiadores, geógrafos, literatos, lingüistas, sociólogos, economistas..) y paralelamente, en su Sección Artística (Académie de France à Madrid), a 13 artistas (pintores, escultores, grabadores, compositores de música, arquitectos, cineastas, fotógrafos, ...) escogidos mediante un concurso en París, organizado por la Academie des Beaux Arts de l'Institut de France y el Ministerio Nacional de la Educación de Francia, a los que hay que añadir dos becarios de grandes ciudades españolas. Entre los artistas españoles becados hay que destacar, entre otros, a Pepe Cerdá, Lina Vila, Ricardo Calero, María Buil, Antón Jodra, Gabriel Alonso, Juan de Ribera Berenguer. Alberga igualmente a becarios de corta duración y huéspedes de paso. 

### Instalaciones

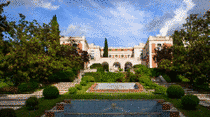
La Casa de Velázquez vista desde el jardín.

La casa de Velázquez cuenta con un edificio principal que reúne los servicios administrativos y técnicos, la biblioteca, un restaurante, habitaciones destinadas en prioridad a los becarios, pero que pueden acoger también a huéspedes de paso en el límite de las plazas disponibles. Cuenta además con una quincena de talleres para artistas diseminados en su parque o repartidos en el edificio principal, al igual que varias salas técnicas (estudio de música, laboratorio fotográfico, taller de grabado..). 
Dispone de una biblioteca especializada en temas hispanistas con más de 120.000 volúmenes y 1600 títulos de revistas aparte de otros materiales como mapas, fotos aéreas, tesis en microfichas y un apreciable fondo de libros antiguos publicados entre el siglo XVI y el año 1800, así como diversos manuscritos. Su Servicio de Publicaciones difunde los trabajos de sus investigadores y otros colaboradores.